# Мадисов, Вольдемар Петрович
Вольдемар Петрович Мадисов (1871—1951) — российский и советский военно-морской деятель, инженерный работник, доктор технических наук и профессор (1911 год), инженер-контр-адмирал (21 мая 1941 года). Эстонец, беспартийный, в РККФ с 7 ноября 1917 года.

## Биография
Родился 1 (13) мая 1871 года.
После окончания Технического училища Морского ведомства в 1892 году служил инженером-механиком на броненосце «Пётр Великий». В 1893 году окончил класс минных механиков в Кронштадте, в 1898 году — механическое отделение Николаевской морской академии, преподавал в Морском инженерном училище. С 1906 года — помощник начальника Конструкторского бюро Морского технического комитета, затем начальник этого бюро. В 1907—1931 годах преподавал в Высшем мореходном училище, в 1909—1945 годах — в Военно-морской академии.
С 1909 года — преподаватель, с 1910 года — экстраординарный, с 1911 года — ординарный профессор Николаевской морской академии.
После Октябрьской революции 1917 года оставался в той же должности, главный, затем старший руководитель предметов машиностроительного факультета (1922—1925), цикла «проектирование судовых механизмов» (1925—1929), преподаватель (1929—1934), начальник кафедры проектирования корабельных механизмов (1934—1938) Военно-морской академии. В 1938 году на базе кафедры проектирования паровых механизмов образовали кафедру паровых котлов и кафедру паровых турбин. Первую кафедру возглавил В. П. Мадисов, а вторую — М. И. Яновский.
Уволен по болезни, но в 1940 году вновь зачислен в кадры ВМФ СССР. В 1940—1943 годах — профессор кафедры электрооборудования корабля, в 1943—1947 годах — старший преподаватель кафедры паровых котлов.
С 1947 года в отставке. Умер в 1951 году. Похоронен в Ленинграде на Большеохтинском кладбище (единоверческая дорога); на могиле установлен гранитный обелиск.

## Звания
- Младший инженер-механик российского императорского флота в 1892 году;
- В 1909 году произведён в полковники, а в 1913 году переименован в инженер-механик-капитаны 1-го ранга.
- Инженер-флагман 2-го ранга, 31 мая 1936, приказ 01713/п.
- 4 июня 1940 года переаттестован на инженер-капитана 1-го ранга.
- 21 мая 1941 года повышен до инженер-контр-адмирала.

## Награды
Награждён орденами Святой Анны 3-й и 2-й степеней, Святого Станислава 2-й степени, советскими орденами Ленина, Красного Знамени, Трудового Красного Знамени, медалями.

## Публикации
- Автор труда «Морские паровые машины» (в 3-х частях, 1903—1904) и других.